# Estany Negre (Angostrina)
L'Estany Negre és un estany del Pirineu, situat a 2.146,1 metres d'altitud en el terme comunal d'Angostrina i Vilanova de les Escaldes, a l'Alta Cerdanya, de la Catalunya del Nord.

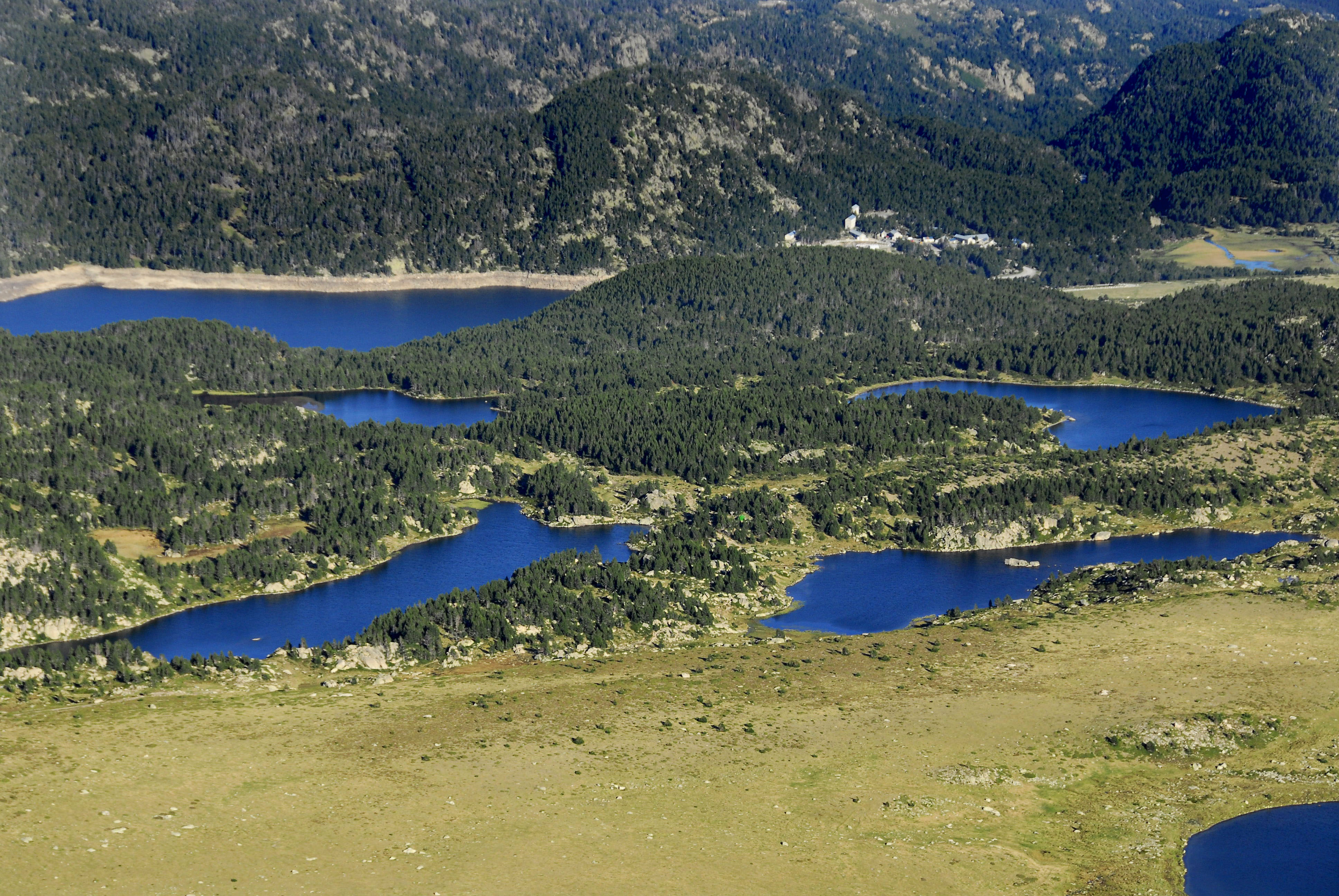
Els estanys de la Comassa, Sec, del Viver i Negre; al fons, la Bollosa

És a 2.457,4 metres d'altitud, al sector nord-est del terme al qual pertany, a llevant del Carlit, i a prop a ponent del Llac de la Bollosa. És al sud de l'Estany del Viver, del qual rep les aigües, i al sud-est de l'Estany Sec, tot i que les aigües d'aquest darrer se'n van cap al sud, sense afluir a l'Estany Negre.